# Anna Samochina
Anna Vladlenovna Samochina (Russisch: Анна Владленовна Самохина) (Goerjevsk, 14 januari 1963 - Sint-Petersburg, 8 februari 2010) was een Russische actrice.
Anna Samochina overleed op 47-jarige leeftijd aan maagkanker.

## Filmografie
- 1988: Узник замка Иф; Oeznik zamka If; "De gevangene van kasteel If"
- 1988: Воры в законе; Vory v zakone; "Dieven onder de wet"
- 1989: Дон Сезар де Базан; Don Sezar de Bazan; "Don Cesar de Basan"
- 1990: Царская охота; Tsarskaja ochota; "De tsarenjacht"
- 1992: Тартюф; Tartjoef; "Tartuffe"
- 2003: Бандитский Петербург; Banditski Peterboerg; "Het criminele Sint-Petersburg"